# 春埼めい
春埼 めい（はるき めい、1998年7月19日 - ）は、日本のAV女優。マインズ所属。

## 略歴
2018年2月22日、SODクリエイトの“キミホレ（君に惚れた!）”レーベル専属女優「白瀬ななみ（しろせ ななみ）」としてAVデビュー。所属事務所はフォーティーフォーマネジメント。
2018年10月4日よりマインズ所属となり「春埼めい（はるき めい）」に改名。また、10月をもって専属を離れ、企画単体女優となる。

## 人物
所属事務所のプロフィールでは東京都出身とされているが、デビュー作では「上京してきた」「山から早く出たかった」などの発言があり、『出川とWHYガール』（テレビ朝日）出演時は群馬県出身と紹介されている。
特技はタマゴのからむき。
初体験は高校1年の冬で、相手は一つ年上の彼氏。
AVオタクであり、DVDやグッズも数多く所持。自宅では常にAVが流れている。
高校1年の時に男子同級生から「みなりお（南梨央奈）に似てる」と言われ、南梨央奈を知ったことがAV女優を好きになったきっかけ。高校3年の時に初めて参加したイベントも未成年OKの南梨央奈出演イベントだった。
メイキング撮影のためイベントを訪れていた星シュート監督にスカウトされ、悩んだ末にデビューを決意。
デビューが決まってからもデビュー後もAV女優のイベントに参加している。

## 作品

### アダルトDVD

#### 「白瀬ななみ」名義
2018年
- その辺の単体女優より ず〜っと可愛い AVオタ娘debut あれ、君ってイベント常連の…? そうです!白瀬ななみです!（2月22日、SODクリエイト）
- 焦らしに焦らして脳汁マン汁爆発な性感開発 激イキ3本番（3月21日、SODクリエイト）
- ココで姦(ハメ)ちゃ無理!! つけねらい密着 声の出せない状況でいきなりAV撮影! 声我慢SEX4本番（4月26日、SODクリエイト）[7] 共演:南梨央奈
- 一泊二日のヤリたい放題ハメまくり いいなり温泉旅行（5月24日、SODクリエイト）
- AVオタな彼氏のために変態プレイを何でも受け入れちゃう従順な彼女とラブラブ調教生活（6月21日、SODクリエイト）
- 白瀬ななみ(19) 見る側から出る側へ転身! AVオタ女優!! デビュー前の未公開初SEX（6月27日、SODクリエイト）※配信のみ
- 女友達がAVに出ていることを知りエロい目でしか見られなくなった僕が彼女とヤリまくった日々の断片（7月26日、SODクリエイト）
- マン汁だらだらバルトリン腺開発 感度100倍ぐっちゅぐちゅマ○コにデカチン激ピスで無限絶頂!（8月23日、SODクリエイト）
- 【羞恥・追撃・完全操作】 羽交い締め パペット性交（9月20日、SODクリエイト）
- ピッチピチ現役女子大生 vs 美少女だいすき変態オヤジ 素人中年オヤジたちの変態的欲望にまみれたマニアックファン感謝祭!（10月25日、SODクリエイト）

#### 「春埼めい」名義
2018年
- 催眠女性優越主義 〜ダメOLの催眠復讐物語〜（12月12日、トラウマアート）

2019年
- 女子プロレスに挑戦 6（1月18日、バトル）共演:桃井桃
- ネクロサスペンス 美しき死体のランデブゥー（1月19日、トラウマアート）共演:篠原ゆず
- 「私、いつもAV観ながら自慰しまくってるんです...」 制服発情娘を放課後、自宅に連れ込んで、ドロドロのハメ撮り漬けにしてやったら、最後はビッチになって…。（1月25日、オーロラプロジェクト・アネックス）
- 失神マニア・狙われた美女ファイター05（2月1日、バトル）
- デビュー前の初々しい素人時代に撮影した超貴重蔵出しSEXを収録! 3レーベルから厳選大放出! SOD専属女優たちの「これが本当の初撮り」映像集SP! 総勢15名! 8時間2枚組（2月7日、SODクリエイト）
- むちむちデカ尻 神ブルマ（2月7日、親父の個撮）
- 新人限定制服お散歩デートクラブ Vol.001（2月8日、宇宙企画）
- 嬲りレイプ File.02（2月15日、MAD）
- マジックミラー号ハードボイルド 働く女性を「私、健康団体の医師ですが、ボランティアで働く女性に健康診断を実施させて頂いてます」とダマしてナンパ お得意の膣内検診テクニックでアクメを吹かせたOLさんは意外とすんなりデカチン挿入&ナマ中出しを許しちゃうなんて!（2月21日、サディスティックヴィレッジ）
- イマドキ☆ぐうかわギャル女子●生 Vol.006（2月22日、BAZOOKA）
- 姪交換 3 〜2人の叔父による調教姪っ子交換記録〜（2月22日、TMA）
- びしょ濡れ女子●生痴漢バス（2月22日、TMA）
- 天使のプリケツ桃尻 誘惑小悪魔ギャル女●●校生 Vol.001（3月1日、ONEZ）
- お兄ちゃん、妹のパンツだよ!妹のハミ尻パンチラがようしゃない! 親が再婚し、カワイイ妹ができたけど、初めて出会ったその日からプリプリのハミ尻パンチラしまくりでお兄ちゃんはもう死にそうです。しかも「私以外のパンツ見ちゃダメだよ。」と誘ってくるエッチな妹でした。（3月7日、SWITCH）
- おじさんがパンツ見てるよ!もっと見せてあげようよ!! ファミレスで見かけた女子○生たちはおしゃべりに夢中でパンチラが見えた。僕の視線に気づいて怒りつつも、パンツ見せてからかってくるというまさかの神展開!そんな女子○校生も興奮してきたらしく気持ちいいことを求めてきた。（3月7日、SWITCH）
- 立派なナースを夢見るウブな看護学生たちのエッチな孕ませ実習記録（3月8日、BAZOOKA）
- 第3回 激戦 白い水着の頂上決戦 THE 3RD BATTLE 03 チームサンダー第二試合 あずみひな VS 春埼めい（3月15日、CF×FC キャットファイト×フェチクラブ）
- 犯されたがるマフラー女子●生と性行為 Vol.001（3月22日、BAZOOKA）
- 働く新卒社会人と性交。 VOL.011（3月22日、BAZOOKA）
- 上下左右チ○ポで囲まれる中、愛しの彼氏のチ○ポを当てろ! 〜もし間違えたら彼氏の目の前で他人棒4連続輪姦発射!〜（4月11日、SODクリエイト）
- 挑発プリ尻食い込み制服ギャル VOL.001（4月12日、BAZOOKA）
- 可愛すぎるレンタルJ●彼女と秘密の孕ませ裏デート（4月12日、BAZOOKA）
- ガチナンパ! 未成年ウブな美少女を童貞のフリした絶倫男がマ○コの感覚が無くなるまで連続ガチイキピストン!! 総イキ136回!総発射数13発でお互い失神寸前!（4月15日、ナンパーズ）※「なぎさ」名義
- 春埼めいのイラマしちゃうぞ（4月19日、クリスタル映像）
- 120%リアルガチ軟派伝説 vol.71 in 千葉（4月19日、プレステージ）※「まなみ」名義
- 初々しい新入社員がノーパン黒パンスト素股!? 直履きパンスト越しマ○コをデカチンでグリグリ刺激!興奮したOLのパンスト破ってヌルっと生挿入連続中出しSEX!!（4月19日、DOC）
- クリトリスの形までハッキリわかる! ノーモザイク連続絶頂パンツ越しオナニー（4月25日、アイエナジー）
- 妹とクラスメイトの女子○生5人と男はボク1人（5月9日、アイエナジー）
- 男の妄想が現実に!? 勤務中の現役看護師が逆夜這い!! 初めてのドキドキ体験に興奮しすぎてグリグリ騎乗位が止まらず何度もマジイキ連続生中出し! 2（5月24日、DOC）※「春山めい」名義
- お父さんに「ここに行きなさい」と言われました。 其の三（5月27日、FIRST STAR）
- 飲み会から酔っ払って帰って来た妹の無防備なパンツ丸出し姿にソソられ我慢の限界! 介抱するフリして股間を触ると感じ始め…彼氏と間違えたのか半分寝ながらもベロキスを求めてきたので最後までしてやりました!!（6月20日、SOSORU×GARCON）
- 新人ナースの皆さん! フル勃起患者とぬちゅぬちゅ素股体験してみませんか? 股間にあたるデカチンに欲求不満ま●こはグショ濡れ!ガマンできずに男根丸呑みフェラ、自ら腰ふり逆ピストンで連続生中出しSEX!（6月28日、赤面女子）
- 新 水球痴女姉妹 2（6月28日、RISING）
- 恥じらいの奥の快感（7月1日、S-Cute）
- おもらしで感ずる女たち（7月1日、OFFICE K'S）
- 処女の幼馴染と童貞の僕がとっても恥ずかしいH練習! 擦るだけと素股したらヌルヌルのお股にズボッ!途端に顔が真っ赤になりプルプル痙攣!実は超多感症だった幼馴染!中に出されて失神寸前の彼女にもう一回ズボッ!そのまま2回戦生中出し!（7月12日、SCOOP）
- 無防備パンチラ!はわざと? 2 ボクのバイト先のコンビニの女子○生は、制服姿のままバイトしていてスカートが短く高い所のモノを取ったり、低い所のモノを取ったりする度に無防備にパンチラしまくるもんだから興奮して勃起しまくり!思わずガン見していたら勃起がモロバレ!ヤバイと思い慌てて言い訳したら、気にしてないどころか逆に誘惑してきて、パンツの中はすでにビショ濡れ爆濡れ状態で太ももまで愛液が垂れていて発情状態!?店内に人がいようがお構いなしに求めてきます。（7月19日、Hunter）
- 素人ヘアヌード大図鑑 〜地方出身女子大生編（7月26日、S級素人）
- S級制服美少女が爆尻をおっぴろげて挑発してくる会員制リフレサロン （7月26日、宇宙企画）
- いじめられっ子のボクの復讐寝取り! 人生最高の逆襲! ボクを毎日毎日いじめてくる男にいじめの証拠動画を突きつけ「学校やSNSで拡散したら君の人生終わるよ!?拡散されたくなかったら君の彼女を連れて来て睡眠薬を飲ませてよ、そして君には彼女が目を覚ますまで黙って見ててもらうよ」と脅したら、簡単にボクの言う事を聞いてくれました!あの悔しそうなアイツの顔を一生忘れない!(笑)（8月7日、お夜食カンパニー
- 夏休み特別企画! プール帰りの女子限定! “水着でヌルヌルマットプレイ体験してみませんか?”という謝礼アリの企画に集められた素人娘たちはローションでヌルヌルになってカラダが火照ってしまいムラムラのままチ●ポを拒めない!! 215分SP（8月9日、S級素人）
- 家出少女だらけのシェアハウスに男はボク1人!? 2 都内の一軒家を相続することになったボク。しかし部屋がもったいないので入居者を募集したら家出少女がやって来た。断るのが可哀想なので一泊だけ泊めてあげたら、次の日には家出少女仲間が増えていた。そしてその家出少女仲間がまた仲間を呼び家出少女だらけのシェアハウスにボクの家はなっていたからもう大変!超無防備だからパンチラは見えまくるわ、そこら中で着替えるわで、勃起が止まりません!しかもそれを見た家出少女たちは興味津々にチ○ポに群がってきてボクをからかうように誘惑してくるのです。そんなことをされたら我慢できません!でも彼女たちは言うのです。「宿泊代おまけしてくれない?そのかわりえっちなこと好きなだけしてもいいよ!」と…（8月19日、Hunter）
- 魔性のヤリマン女子○生との禁断の契約!! 親は知らない…真面目女子○生のホントの姿はエッチが大好きな小悪魔ヤリマンだった!? 家庭教師のボクが一見真面目そうな小悪魔ヤリマン女子○生と後戻りできない禁断の交換条件!その内容とは…家庭教師のバイトを始めたボクの生徒は女子○生!可愛くて真面目な様子に安心していたら…だんだんと本性を現し始めボクにべったりの小悪魔対応に!?そして遂には放棄!?授業を受けない彼女にボクが固まっていると、もし授業を受けさせたいのなら「私とエッチして」とまさかの交換条件!?ヤリマンの本性をむき出しに!!断ってもエロ過ぎる誘惑でまんまと勃起させられ、自ら足を抱え込みアソコを丸見えに!?我慢できず挿入してしまうと、気持ち良過ぎて何度も何度も発射してしまい女子○生の思う壺!!終わったあとはヘトヘト過ぎて勉強なんて教えられるワケがなく…。（8月19日、Hunter）
- パンチラ&ポロリ連発! 素人限定! 拘束イタズラ声出し我慢ゲーム（8月19日、ATOM）
- シンプルにかわいい女子○生がすんごい乳首責めで連続中出し射精させちゃいました!?（8月23日、DOC）
- 素人娘のアナル図鑑 3 呼吸をするようにヒクヒクと動く肛門をじっくり観察 おっぴろげアナルコレクション12人（9月7日、かぐや姫Pt）
- 「挿れて」みたくてお股がヒクヒク!女の淫汁でチ○ポはヌチョヌチョ! 女子校生にオヤジチ○ポを素股してもらったらこんなヤラしい事になりました。 5（9月12日、アイエナジー）
- 都内某プール女子更衣室 ビキニ娘 媚薬チ●ポ痴漢（9月19日、アパッチ）
- S級素人ナンパ! 優しくて可愛い薬剤師さんにインポ童貞くんのED治療薬の飲み方教えてもらいました! 薬の効果と可愛い薬剤師さんの相乗効果でビンビンに勃起した童貞くんのチ●ポも優しく何度も筆おろししてもらっちゃいましたSP（10月11日、S級素人）

### アダルトVR
2019年
- 【2発射】 ウエェ〜イ×3! マジうっぜ×3! 生意気おバカギャルでビッチ! 「触られてこんなチ●ポ硬くしてんの?変態w」(3月2日、ブイワンVR)

## 出演

### テレビ
- 出川とWHYガール（2018年5月22日、テレビ朝日） - AV女優にハマる女子として出演[8]

### ウェブテレビ
- DTテレビ（2018年2月16日、AbemaTV）
- 出川とWHYガール（ディレクターズカット版）（2018年8月26日、AbemaTV）
- スピードワゴンの月曜The NIGHT（2018年12月18日[9]、AbemaTV）

### 映画
- たわわな気持ち（2019年7月12日、オーピー映画） - 鏡紀香 役

## 雑誌
- 週刊大衆 2018年1月29日号（双葉社） - グラビア[10]
- 月刊DMM 2018年4月号（ジーオーティー） - インタビュー